# Francisco Sánchez Ruíz
Francisco Sánchez Ruíz (* 29. Dezember 1991) ist ein spanischer Poolbillardspieler aus Murcia. Der mehrmalige spanische Meister wurde 2016 Europameister in der Disziplin 9-Ball. Zuvor hatte er 2010 die Juniorenweltmeisterschaft gewonnen. Daneben spielt er auch Snooker, in dem er zweimal nationaler Meister wurde. Die WPA-8-Ball-Weltmeisterschaft 2022 und die WPA-9-Ball-Weltmeisterschaft 2023 beendete er mit einem ersten Platz.

## Karriere

### Einzel
Nachdem Francisco Sánchez 2007 spanischer Juniorenmeister geworden war, gewann er 2008 seinen ersten von bislang elf nationalen Meistertiteln bei den Herren. Im selben Jahr wurde er Dritter im 8-Ball bei der Junioreneuropameisterschaft und kam bei den Lugo Open auf den 17. Platz. Bei der Junioren-EM 2009 gewann er die Bronzemedaille im 8-Ball und wurde nach einer Finalniederlage gegen Roman Prutschai Vizeeuropameister im 9-Ball. Bei den Lugo Open 2009 wurde Sanchez Fünfter.
Auf der Euro-Tour gab Sánchez im Dezember 2006 bei den Spain Open sein Debüt und auch in den beiden folgenden Jahren trat er jeweils beim Turnier in seinem Heimatland an, bevor er ab 2009 regelmäßig an Events der europäischen Serie teilnahm. Im Februar 2010 erreichte Sánchez bei den French Open erstmals die Finalrunde eines Euro-Tour-Turniers und schied im Achtelfinale gegen Shane van Boening aus. Bei der EM 2010 erreichte Sánchez im 10-Ball das Viertelfinale. Im 8-Ball-Halbfinale schied er gegen den späteren Europameister Konstantin Stepanow aus und gewann somit die Bronzemedaille. Bei den German Open 2010 erreichte Sánchez das Viertelfinale, verlor dieses aber gegen Raj Hundal mit 7:8. Im November 2010 wurde er durch einen 11:6-Sieg im Finale gegen Jesse Engel Juniorenweltmeister.
Bei der EM 2011 erreichte Sánchez das Halbfinale im 8-Ball, das er mit 6:9 gegen Mario He verlor. Im selben Jahr nahm er erstmals an Herrenweltmeisterschaften teil. Nachdem er im Februar im 8-Ball in der Vorrunde ausgeschieden war, zog er bei der 10-Ball-WM im Mai in die Runde der letzten 64 ein, in der er dem Engländer Karl Boyes mit 3:9 unterlag, bevor er im 9-Ball erneut in der Vorrunde scheiterte.
Im April 2013 gewann Sánchez bei der Europameisterschaft die Bronzemedaille im 10-Ball, nachdem er gegen den späteren Europameister Mateusz Śniegocki ausgeschieden war. Im 14/1 endlos unterlag er im Halbfinale seinem Landsmann David Alcaide.
Bei den Treviso Open 2014 gewann Sánchez erstmals eine Euro-Tour-Medaille, nachdem er im Halbfinale mit 8:9 gegen Niels Feijen verloren hatte. Im April 2015 erreichte er das Halbfinale der Portugal Open und unterlag dort dem späteren Turniersieger Mateusz Śniegocki mit 8:9. Bei der 9-Ball-Weltmeisterschaft 2015 schied er nach Niederlagen gegen Yukio Akakariyama und Waleed Majid in der Vorrunde aus.
Bei der EM 2016 gelang ihm im 8-Ball erstmals der Einzug ins Finale. Nachdem er unter anderem Kristoffer Mindrebøe, Karol Skowerski und Denis Grabe besiegt hatte, unterlag er dort jedoch dem Ukrainer Witalij Pazura mit 7:8. Auch beim anschließend stattfindenden 9-Ball-Wettbewerb erreichte er das Endspiel, in dem er durch einen 9:3-Sieg gegen den Deutschen Joshua Filler Europameister wurde. Im August 2016 gelangte er bei der 9-Ball-Weltmeisterschaft zum ersten Mal in die Finalrunde. Dort erreichte er mit einem 11:8-Sieg gegen Hamzaa Saeed Ali die Runde der letzten 32, in der er mit 6:11 gegen den späteren Weltmeister Albin Ouschan ausschied. Bei den China Open 2016 erreichte er das Achtelfinale. Im Oktober 2016 belegte er bei den Dutch Open nach einer Halbfinalniederlage gegen David Alcaide den dritten Platz.
Bei der 2017 eingeführten World Pool Series nahm Sánchez an den ersten beiden Events teil. Während er bei der Molinari Players Championship in der zweiten Runde scheiterte und anschließend im Finale gegen Imran Majid das Challengeturnier gewann, gelangte er beim Aramith Masters ins Achtelfinale, in dem er dem späteren Turniersieger Eklent Kaçi unterlag. Bei der EM 2017 gewann er nach Halbfinalniederlagen gegen die späteren Europameister Marc Bijsterbosch und Jani Uski die Bronzemedaillen im 10-Ball und 8-Ball, wohingegen er im 9-Ball als Titelverteidiger in der Runde der letzten 64 dem Schweden Christian Sparrenlöv unterlag. Auf der Euro-Tour gelangte Sánchez 2017 bei allen sechs Turnieren in die Endrunde und im Mai zog er bei den Austrian Open erstmals ins Endspiel ein, in dem er sich dem Österreicher Mario He mit 2:9 geschlagen geben musste. Während er bei mehreren internationalen Turnieren früh ausschied, erzielte er bei den US Open den dritten Rang. Bei der 9-Ball-WM 2017 erreichte er das Sechzehntelfinale, in dem er gegen Liu Haitao mit 10:11 verlor.
Auf der Euro-Tour lief das Jahr 2018 für Sánchez durchwachsen und zum ersten Mal seit 2013 kam er bei keinem Turnier der Serie unter die besten vier. Dreimal scheiterte er in der Vorrunde, während er zweimal ins Viertelfinale (Treviso Open, Klagenfurt Open) und einmal ins Achtelfinale gelangte. Bei der EM 2018 erreichte er im 14/1 endlos und 9-Ball das Viertelfinale. Im Oktober wurde er bei den International 9-Ball Open Fünfter und im Dezember 2018 schied er bei der 9-Ball-WM in der Runde der letzten 64 aus.
Anfang 2019 wurde Sánchez erstmals zum World Pool Masters eingeladen, bei dem er eine 3:7-Auftaktniederlage gegen den späteren Turniersieger David Alcaide hinnehmen musste. Wenig später erreichte er bei den US Open den fünften Rang. Auf der Euro-Tour kam er bei allen Turnieren in die Endrunde und zweimal ins Viertelfinale (Leende Open, Antalya Open). Daneben erreichte er 2019 unter anderem das Viertelfinale beim Kremlin Cup, das Achtelfinale bei der American Straight Pool Championship und den neunten Platz bei den International 9-Ball Open. Bei der 9-Ball-WM 2019 gewann er unter anderem gegen Konrad Juszczyszyn und Xu Xiaocong und zog erstmals ins Achtelfinale ein, in dem er dem späteren Finalisten Chang Jung-Lin mit 7:11 unterlag.
Im Frühjahr 2020 wurde Sánchez Neunter bei den Athens 9-Ball Open und Siebzehnter bei den Stella Artois Open, bevor er bei den Treviso Open, die aufgrund der COVID-19-Pandemie das einzige Euro-Tour-Turnier des Jahres waren, das Viertelfinale erreichte, in dem er dem Weltmeister Fjodor Gorst unterlag.
Im Juni 2021 zog Sánchez bei der 9-Ball-Weltmeisterschaft unter anderem durch Siege gegen die ehemaligen Weltmeister Yukio Akakariyama und Karl Boyes sowie den Japaner Naoyuki Ōi ins Viertelfinale ein, in dem er sich dem Ungarn Olivér Szolnoki, gegen den er bereits in der Vorrunde verloren hatte, mit 9:11 geschlagen geben musste. Wenig später gewann er bei den St. Johann im Pongau Open seine erste Euro-Tour-Medaille seit vier Jahren, als er unter anderem Jakub Koniar und Wojciech Szewczyk besiegte und im Halbfinale dem späteren Turniersieger Joshua Filler mit 6:9 unterlag.

### Mannschaft
Sánchez nahm bislang sechsmal am World Cup of Pool teil. 2010 erreichte er gemeinsam mit David Alcaide das Achtelfinale, in dem sie den Philippinern Ronato Alcano und Dennis Orcollo mit 4:8 unterlagen. 2015 bildete er gemeinsam mit Francisco Díaz-Pizarro das spanische Team, das in der ersten Runde gegen Tschechien (Roman Hybler und Michal Gavenčiak) ausschied. Ab 2017 bildete er gemeinsam mit David Alcaide das spanische Doppel, das seine Ergebnisse in den folgenden Jahren verbesserte; nachdem Alcaide und Sánchez 2017 ins Achtelfinale gekommen waren, erreichten sie 2018 das Viertelfinale und zogen 2019 ins Halbfinale ein, in dem sie den späteren Turniersiegern Mario He und Albin Ouschan unterlagen. Bei der darauffolgenden Ausgabe 2021 mussten die Spanier hingegen eine Auftaktniederlage gegen die Italiener Daniele Corrieri und Fabio Petroni hinnehmen.
2010 war Sánchez Teil der spanischen Mannschaft, die in der Vorrunde der Team-Weltmeisterschaft ausschied. 2012 und 2019 wurde er mit der spanischen Nationalmannschaft Europameister, 2014 Vizeeuropameister und 2017 EM-Dritter.

### Snooker
Im März 2017 nahm Sánchez bei den Gibraltar Open erstmals an einem Turnier der Profitour teil; nach einem Auftaktsieg gegen Hans Blanckaert schied er jedoch in der zweiten Qualifikationsrunde gegen George Pragnall aus. Im Dezember 2018 wurde er durch einen 5:2-Finalsieg gegen Aleix Melia erstmals spanischer Meister.
Anfang 2019 trat er zum ersten Mal bei der Amateureuropameisterschaft an, bei der er die Runde der letzten 64 erreichte und dem Russen Iwan Kakowski unterlag. Kurz darauf besiegte er bei den Gibraltar Open Christophe Rives-Lange, Sean McAllister und den Top-32-Spieler Martin O’Donnell, bevor er sich in der Runde der letzten 64 dem ehemaligen Weltmeister Ken Doherty mit 2:4 geschlagen geben musste. Auf Amateurebene erzielte er im selben Jahr mehrere gute Ergebnisse. So erreichte er bei der 6-Red-Europameisterschaft das Halbfinale, in dem er dem späteren Turniersieger Alexis Callewaert unterlag, und zog bei den EBSA European Snooker Open ins Endspiel ein, das er gegen Kristján Helgason mit 1:4 verlor, bevor er am Jahresende bei der spanischen Meisterschaft seinen Titel durch einen 4:3-Finalsieg gegen David Alcaide verteidigte.
Im Juni 2021 zog er bei der spanischen Meisterschaft zum dritten Mal in Folge ins Endspiel ein, musste sich nun jedoch dem Belgier Daan Leyssen mit 2:4 geschlagen geben.

## Erfolge
Einzel
| Ergebnis | Jahr | Turnier                              | Finalgegner     | Endstand |
| -------- | ---- | ------------------------------------ | --------------- | -------- |
| Finalist | 2009 | Junioreneuropameisterschaft (9-Ball) | Roman Prutschai | n. b.    |
| Sieger   | 2010 | Juniorenweltmeisterschaft (9-Ball)   | Jesse Engel     | 11:6     |
| Finalist | 2016 | Europameisterschaft (8-Ball)         | Witalij Pazura  | 7:8      |
| Sieger   | 2016 | Europameisterschaft (9-Ball)         | Joshua Filler   | 9:3      |
| Sieger   | 2017 | Cheqio Challenge                     | Imran Majid     | n. b.    |
| Finalist | 2017 | Austrian Open                        | Mario He        | 2:9      |

Weitere Einzelerfolge
- Spanischer 9-Ball-Meister: 2008, 2014, 2015, 2016
- Spanischer 8-Ball-Meister: 2009, 2013, 2015, 2016
- Spanischer Pokal-Meister: 2009, 2016
- Spanischer 10-Ball-Meister (kleiner Tisch): 2016

Mannschaft
- Europameister: 2012, 2019

Snooker
| Ergebnis | Jahr   | Turnier                    | Finalgegner       | Endstand |
| -------- | ------ | -------------------------- | ----------------- | -------- |
| Sieger   | 2018   | Spanische Meisterschaft    | Aleix Melia       | 5:2      |
| Finalist | 2019   | EBSA European Snooker Open | Kristján Helgason | 1:4      |
| Sieger   | 2019   | Spanische Meisterschaft    | David Alcaide     | 4:3      |
| Finalist | 2020 1 | Spanische Meisterschaft    | Daan Leyssen      | 2:4      |

## Teilnahmen an Weltmeisterschaften
| 8-Ball      | R                 | ?                 | nicht ausgetragen | nicht ausgetragen | nicht ausgetragen | nicht ausgetragen | nicht ausgetragen | nicht ausgetragen | nicht ausgetragen | nicht ausgetragen | nicht ausgetragen | nicht ausgetragen | nicht ausgetragen |
| 9-Ball      | R                 | ?                 | –                 | –                 | R                 | L32               | L32               | L64               | A                 | n. a.             | V                 |                   |                   |
| 10-Ball     | L64               | nicht ausgetragen | nicht ausgetragen | nicht ausgetragen | –                 | nicht ausgetragen | nicht ausgetragen | nicht ausgetragen | –                 | n. a.             |                   |                   |                   |
| 14/1 endlos | nicht ausgetragen | nicht ausgetragen | nicht ausgetragen | nicht ausgetragen | nicht ausgetragen | nicht ausgetragen | nicht ausgetragen | nicht ausgetragen | nicht ausgetragen | nicht ausgetragen | nicht ausgetragen | nicht ausgetragen | nicht ausgetragen |

| Legende | Legende                               |
| ------- | ------------------------------------- |
| S       | Sieger                                |
| F       | Finalist                              |
| H       | Halbfinalist                          |
| V       | Viertelfinalist                       |
| A       | Achtelfinalist                        |
| LX      | Niederlage in der Runde der letzten X |
| R2      | Niederlage in Runde 2                 |
| R       | Vorrundenaus/Niederlage in Runde 1    |
| –       | nicht teilgenommen                    |
| n. a.   | nicht ausgetragen                     |